# L.D. 50
L.D. 50 debitantski je studijski album američkog heavy metal-sastava Mudvayne. Objavljen je 22. kolovoza 2000. pod licencijom diskografske kuće Epic Records, kojoj je to prvi objavljeni uradak skupine; sastav je prethodno samostalno objavio EP Kill, I Oughtta. Produkciju potpisuju Mudvayne i Garth Richardson, a izvršni su producenti Steve Richards i Shawn „Clown” Crahan, član sastava Slipknot.
Uradak se pojavio na 85. mjestu ljestvice Billboard 200. Iako je u početku podijelio recenzente, s vremenom je dobio pohvale za tehnički zahtjevne i žestoke pjesme.

## Pozadina
Mudvayne je osnovan 1996. u Peoriji u Illinoisu. Postao je poznat po upečatljivu izgledu na koncertima; njegovi su članovi nosili šminku nadahnutu filmovima strave. Nakon što je samostalno objavio debitantski EP Kill, I Oughtta, potpisao je govor s diskografskom kućom Epic Records. Produkciju albuma potpisuje Garth „GGGarth” Richardson, a njegovi su izvršni producenti Steve Richards i član Slipknota Shawn „Clown” Crahan. Epic Records u prvim se promidžbama skupine nije usredotočio na njezin imidž, pa je na rane promotivne materijale umjesto fotografija uvrštavala njezin logotip. Međutim, izgled sastava i glazbeni spotovi ipak su pridonijeli prepoznatljivosti albuma.
Skupina je izjavila da je rad na albumu bio vrlo naporan. Bubnjar Matthew McDonough rekao je: „Radili smo danonoćno, a neki tonski majstori među nama doslovno danima nisu oka sklopili. Stvarno smo temeljito radili. Nismo tulumarili. Snimali smo u Vancouveru, ali nismo stigli razgledati taj grad – samo smo bili ondje, radili i to je bilo sve. Bilo je jako napeto, a Garth je držao red.” Pjevač Chad Gray prisjetio se:
„Kad smo snimali album, bila je to prava ludnica. Stalno smo radili. Neke sam pjesme ostavio po strani i nisam se bavio njima dok nismo ušli u studio, što nije bilo pametno s obzirom na to kakva su nam vremenska i novčana ograničenja postavili. Napisao sam [pjesme] 'Pharmaecopia' i 'Nothing to Gein' zadnje noći u studiju, prije nego što smo snimke trebali poslati na miksanje u New York. Pritisak je bio nezamisliv.”

## Glazba i tekstovi
Pjesme na albumu odlikuju se tehnički zahtjevnim glazbenim stilom koji je sastav nazvao math metal. Mudvayneov glazbeni stil sadrži elemente death metala, hardcore punka, jazz fusiona, speed metala i hip hopa.
Mudvayne su nadahnuli i sastavi kao što su Obituary, Emperor, Mötley Crüe, Alice in Chains, Pearl Jam, King Crimson, Porcupine Tree i Metallica. Međutim, članovi skupine izjavili su da ih nije inspirirala nijedna druga metal-grupa. „Monolith”, prva pjesma na albumu, odnosi se na film Stanleyja Kubricka 2001: Odiseja u svemiru, koji se iznimno dojmio Mudvayneovih članova tijekom snimanja albuma.
Dok su pisali pjesme, glazbenici su spajali rifove s tekstovima slijedeći ono što je Matthew McDonoguh nazvao „simbolizmom brojeva”. McDonough je izjavio da je, dok je s Chadom Grayem pisao tekst za pjesmu „Nothing to Gein”, Greg Tribbett svirao rif u kojem je izmjenjivao četveročetvrtinsku i peteročetvrtinsku mjeru. Budući da je 9 mjesečev broj, McDonough je zaključio da bi rif odgovarao stihovima te pjesme, koja govori o serijskom ubojici i pljačkašu grobova Edu Geinu i čije je postupke McDonough povezivao s noćnim aktivnostima. Geinova priča privukla je McDonoughovu i Grayevu pozornost dok su čitali knjigu o ubojicama i stvarnim zločinima. McDonough je o Geinu izjavio: „Povezivanje [Geina] s današnjim društvom činilo se nemogućim [zadatkom]. Bilo mi je uzbudljivo što sam u njemu mogao pronaći ljudskost.”
Album je dobio ime po tehničkom pojmu „srednja smrtonosna doza”, koja se skraćeno piše „LD50”; tim pojmom toksikolozi određuju dozu potrebnu za ubojstvo polovine (50 posto) članova ispitane populacije. Zvučni kolaž „L.D. 50” oblikovao je i snimio bubnjar Matthew McDonough, a na albumu se pojavljuje pojavljuje kao niz interludija. Potpuna inačica te pjesme objavljena je kao dodatna pjesma na uratku The Beginning of All Things to End, reizdanju EP-a Kill, I Oughtta u izdanju Epic Recordsa. Album također sadrži iskrivljene zvučne isječke u kojima se pojavljuje glas američkoga filozofa i psihonauta Terencea McKenne, koji je preminuo tijekom snimanja albuma.
Glazbeni stil L.D. 50 uglavnom se određuje kao heavy metal ili kao jedan od njegovih podžanrova. U AllMusicovoj recenziji uz heavy metal spominje se i thrash metal. Exclaim! ga je smjestio u žanr nu metala. Časopis Spin izjavio je da zvuči kao „prog[resivni metal] budućnosti”. U knjizi The Rough Guide to Heavy Metal uvršten je u žanr art metala.

## Objava i prodaja
L.D. 50 objavljen je 22. kolovoza 2000. Završio je na 1. mjestu ljestvice Billboard Top Heatseekers i na 85. mjestu ljestvice Billboard 200. Singlovi „Dig” i „Death Blooms” poimence su se pojavili na 33. i 32. mjestu ljestvice Mainstream Rock Tracks.
Album je 30. kolovoza 2011. objavljen u zajedničkom izdanju s uratkom The Beginning of All Things to End.

## Popis pjesama
Tekstovi i glazba: Mudvayne, osim interludija koje je napisao Matthew McDonough.. 
| 1.    | »Monolith«                  | 1:52 |
| 2.    | »Dig«                       | 2:43 |
| 3.    | »Internal Primates Forever« | 4:25 |
| 4.    | »-1«                        | 3:58 |
| 5.    | »Death Blooms«              | 4:52 |
| 6.    | »Golden Radio«              | 0:54 |
| 7.    | »Cradle«                    | 5:14 |
| 8.    | »Nothing to Gein«           | 5:29 |
| 9.    | »Mutatis Mutandis«          | 1:43 |
| 10.   | »Everything and Nothing«    | 3:14 |
| 11.   | »Severed«                   | 6:33 |
| 12.   | »Recombinant Resurgence«    | 2:00 |
| 13.   | »Prod«                      | 6:03 |
| 14.   | »Pharmaecopia«              | 5:34 |
| 15.   | »Under My Skin«             | 3:47 |
| 16.   | »(K)now F(orever)«          | 7:06 |
| 17.   | »Lethal Dosage«             | 2:59 |
| 68:32 |                             |      |

## Recenzije
L.D. 50 dobio je osrednje i visoke ocjene recenzenata. Ben Ratliff dao mu je tri zvjezdice od njih pet u recenziji za Rolling Stone. Istaknuo je da su članovi sastava sposobni služiti se zahtjevnim glazbenim tehnikama, usporedio je stil pjesama na albumu s Nirvaninim stilom i zaključio je da su interludiji bolji od Slipknotovih. Borivoj Krgin, pišući za Blabbermouth.net, pohvalio je tehničke vještine članova skupine i žestinu pjesama.
William Ruhlmann dao mu je tri zvjezdice od njih pet u recenziji za AllMusic; izjavio je da je glazbu „teško shvatiti ozbiljno” i zaključio je: „[Z]ahvale u knjižici albuma objavljenoj uz CD dugačke su i pekmezaste – kao da [ste kupili] teen pop-album. Mogu li ti dečki koji zahvaljuju obitelji i prijateljima i iskazuju im ljubav biti isti oni [dečki] koji sviraju agresivne marširajuće metal-pjesme, naveliko psuju i pjevaju o samoubojstvu?” Exclaim! mu je dao negativnu ocjenu, a njegov je recenzent izjavio: „Usprkos nazivima kao što su 'Internal Primates Forever', '-1', 'Nothing to Gein', 'Pharmaecopia' i '(K)Now F(orever)', ništa ne može popraviti ovo jadno buncanje nu metala.” Dodao je: „Jedino što opravdava ovaj album jest nametljivi zvuk basa bez pragova koji pomalo podsjeća na drndanje Lesa Claypoola.” Časopis NME također ga je negativno ocijenio; u njegovoj recenziji piše da je album „grozan gulaš [... i] glazbena ebola”, a recenzent je dodao: „'[P]ravilno' pjevanje u metalu prečesto zamjenjuje Rushev stil iz sredine sedamdesetih. Prisjetite se Yesa. Prisjetite se 'Stonehengea u izvedbi Spinal Tapa. Prisjetite se sranja progresivnoga rocka!” Časopis Revolver uvrstio ga je na popis 10 nu metal-albuma koje biste trebali imati, a u tom je popisu izjavio: „[E]ksperimentiranje s prog-rockom i virtuozno sviranje zvuče nevjerojatno dobro – usprkos tomu što repanje na pjesmama poput 'Under My Skin' više povezuje 'L.D. 50' s nu metalom nego math-metalom.
Godine 2020. časopis Metal Hammer proglasio ga je jednim od dvadeset najboljih metal-albuma objavljenih 2000.

## Zasluge
| Mudvayne - Chad Gray – vokal - Greg Tribbett – gitara - Ryan Martinie – bas-gitara - Matthew McDonough – bubnjevi | Ostalo osoblje - Garth Richardson – produkcija, produkcija zvuka - Dean Maher – inženjer zvuka - Steve Richards – izvršna produkcija - Mr. Shawn Crahan – inženjer zvuka (asistent) - Steve Sisco – inženjer zvuka (asistent) - Scott Ternan – inženjer zvuka (asistent) - Andre Wahl – inženjer zvuka - Andy Wallace – miks - Howie Weinberg – mastering |